# Epania petra
Epania petra är en skalbaggsart som beskrevs av Heller 1924. Epania petra ingår i släktet Epania och familjen långhorningar. Inga underarter finns listade i Catalogue of Life.